# Аргиропуло, Анатолий Иванович
Анатолий Иванович Аргиропуло (10 марта 1908—1 марта 1942) — зоолог, палеонтолог, специалист по систематике и морфологии млекопитающих (Mammalia) и блох (Aphaniptera), исследователь фауны, в том числе Предкавказья, Закавказья, Поволжья, Казахстана и Монголии.

## Биография
С 1918 с 1926 года жил в Киеве. В эти годы начал занятия млекопитающими и стал заниматься научной работой под руководством профессора В. М. Артоболевского в Киевском зоологическом музее, первая научная публикация вышла в 1925 году, тогда же уже активно коллектировал млекопитающих, судя по сохранившимся экземплярам в коллекции  зоологического музея в Киеве. В 1926 окончил в Киеве трудовую школу.
С 1925 по 1932 года Аргиропуло сменил несколько мест работы. Он был практикантом-коллектором и специалистом зоологом на Станции защиты растений в Свердловске Уральской области, работал инструктором по плановому истреблению сусликов на Нижней Волге в природных очагах чумы, служил лаборантом, позднее ассистентом во Всесоюзном институте защиты растений ВАСХНИЛ в Детском селе.
Высшего образования А. И. Аргиропуло получить не смог и все его знания были приобретены с помощью самообразования или общения со старшими коллегами.
В 1926, 1927 и 1929 годах участвовал в экспедиции Уральской станции защиты растений (Стазра) на Южном и Северном Урале. Вместе с М. К. Серебренниковым провёл сборы млекопитающих в Челябинской области. В 1928 году участвовал в Монгольской экспедиции АН СССР в составе зоологического отряда под руководством А. Я. Тугаринова в Восточную Монголию.
В 1 апреля по 15 июля 1930 года вместе с Б. С. Виноградовым, Г. П. Адлербергом и Л. Н. Жинкиным участвовал в академической экспедиции по Средней Азии (по маршруту: Самарканд — Старая Бухара — г. Каракуль — ст. Ходжа-Давлет (между Каракулем и Чарджоу) — Самарканд — Термез — ст. Болдыр (56 км к З. от Термеза) — Термез — ст. Бургучи (22 км к В. от Керки)— Самарканд — Ленинград).
1 апреля 1932 года уехал сначала в Тифлис, затем перебрался в Баку.
С 1932 по 1937 год работал лаборантом, затем ассистентом во Азербайджанском институте защиты растений в Баку, затем научным сотрудником Института микробиологии и эпидемиологии Наркомздрава АзССР, к 1937 году он находился на должности старшего научного сотрудника и заведующего зоологическим и паразитологическим отделением этого института. В эти годы окончил там кандидатскую школу и кружки по изучению диамата и истории ВКП(б) при институте микробиологии. С 1933 по 1935 служил научным сотрудником сектора зоологии Азербайджанского филиала АН СССР.
В 1936 году присуждена степень кандидата биологических наук без защиты диссертации за научные исследования систематики грызунов и их паразитов. В 1941 году по представлению Ученого Совета Зоологического института Президиум АН присвоил ученое звание старшего научного сотрудника.
С 1936 по 1942 год работал в должности старшего научного сотрудника Зоологического института АН СССР. Там тесно сотрудничал с основателем Ленинградской териологической школы Борисом Степановичем Виноградовым. В эти годы А. И. Аргиропуло был одним из основных поставщиков коллекции млекопитающих. Современные кураторы териологической коллекции Зоологического института пишут: «В советский период, ознаменованный крупными географическими экспедициями АН СССР, было каталогизировано порядка 90 тыс. единиц хранения. Наиболее известными фондообразователями этого времени были А. И. Аргиропуло, Б. С. Виноградов, Е. Н. Павловский, Н. К. Верещагин, П. П. Стрелков», то есть даже за весь советский период по важности вклада он на первом месте.
Писал совместные работы с известными зоологами с таким, как И. Г. Пидопличко, В. Г. Гептнером, А. В. Афанасьевым и другими. Современный автор считает, что "Характерным для научных трудов этого ученого является наличие многочисленных оригинальных рисунков самого автора, а также включение экзотических видов в систематические характеристики крупных групп, что давало более отчетливое представление о последних".
8 февраля 1942 года эвакуирован из блокадного Ленинграда. Скончался в течение эвакуации предположительно от септицемии, возникшей на фоне тяжелейшей дистрофии. Первый биограф Аргиропуло, териолог, Н. Н. Воронцов, уточняет, что рукопись последней книги Анатолия Ивановича была потеряна либо на южном берегу Ладоги, либо в Череповце.

## Семья
Сайт «Возвращенные имена» сообщает, что Ленинградскую блокаду пережил Арнольд Анатольевич Аргиропуло, родившийся 4 апреля 1933. С большой вероятностью это сын. На другом сайте значится Н. Л. Аргиропуло, 1910 г.р., эвакуированная (?) совместно с А.И. и А.А. Аргиропуло, вероятно, это жена

## Вклад в науку
Селевиния — уникальный пустынный грызун из семейства Соневых, впервые детально охарактеризован А. И. Аргиропуло вместе с Б. С. Виноградовым.
Описал около 30-40 новых таксонов, в том числе 1 семейство, 5 родов, 12 видов, около 20 подвидов. Преимущественно занимался грызунами (семейства пищуховых и мышевидных) и их эктопаразитами (в частности, блохами).

### Роды и подроды, описанные Аргиропуло
- Allocricetulus Argyropulo, 1932 (Аргиропуло, 1932: 242). Типовой вид — Cricetus eversmanni Brandt, 1859;
- † Agispelagus Argyropulo 1939
- Blanfordimys Argyropulo, 1933 (Argyropulo, 1933: 182). Типовой вид: Microtus bucharensis Vinogradov, 1930);
- Eolagurus Argyropulo, 1946 (Аргиропуло, 1946: 44). Типовой вид: Georychus luteus (Eversmann, 1840)).
- Sumeriomys Argyropulo, 1933 (Argyropulo, 1933: 180). Типовой вид: Mus socialis (Pallas, 1773).
- Tibetholagus Argyropulo et Pidoplichko, 1939 nomen nudum (Wilson, Reeder, 2005) (emend.: Tibetolagus Argyropulo, 1948).

### Виды и подвиды, описанные Аргиропуло
- Ochotona thomasi
- Ochotona opaca
- Allactaga vinogradovi (Argyropulo, 1941) (описан как подвид, возведен в ранг вида Г. И. Шенбротом)

## Научные труды
Автор около 50 научных статей и 5 монографий:

### Книги, изданные при жизни
- Аргиропуло А. И. Определитель грызунов Уральской области и соседних районов. — М.; Л.: Сельхозгиз, 1931. — 88 с.
- Виноградов Б. С., Аргиропуло А. И., Гептнер В. Г. Грызуны Средней Азии / Ред. Б. С. Виноградов ; АН СССР. Зоол. ин-т. — М. ; Л. : Изд-во Акад. наук СССР, 1936. — 228 с.
- Аргиропуло А. И. Сем. Muridae — мыши. — М., Л.: Изд-во АН СССР, 1940. — 170 с. — (Серия: Фауна СССР. Млекопитающие. Т. 3. Вып. 5; Новая серия, № 21. Редактор А. А. Штакельберг).
- Виноградов Б. С., Аргиропуло А. И. Определитель грызунов / Зоол. ин-т АН СССР. — М. ; Л. : Изд-во АН СССР, 1941. — 243 с. — (Серия: «Фауна СССР. Млекопитающие». Новая серия / Отв. ред. С. А. Зернов, ред. издания Д. Оглоблин; № 29). http://nauka1941-1945.ru/page/954/id/1500/

1. Аргиропуло А. И. 1928. Материалы к познанию рода Rattus Fitzunger. // Изв. курсов прикладной зоологии и фитопатологии, в. IV, Л.
2. Аргиропуло А. И. 1928. К вопросу о систематическом положении туркестанской крысы (Rattus turkestanicus Sat.). // Докл. АН СССР,
3. Аргиропуло А. И. 1928. Определитель рода крыс Rattus фауны СССР. // Изв. Северо-западной обл. Станции Защиты растений от вредителей с/х., 4 (1929).
4. Argyropulo A., 1928. Kurze Bestirnmurigstabelle der Ratten Russlands // Zeitsehr. f. Säugetierkunde, B. II, № 2, 3, 5
5. Аргиропуло А. И. 1929. Материалы к познанию фауны птиц юга Сталинградской обл. (бывш. Царицынской губ.) // Ежегодн. Зоол. музея АН СССР 29, с. 27—35.
6. Аргиропуло А. И. 1929. О новом подвиде Micromys minutus из центрального Китая. // Докл. АН СССР,
7. Аргиропуло А. И. 1929. О новом местонахождении Nyctalus siculus Polumbo. (Chiroptera) в СССР. // Ежегод. Зоол. муз. АН СССР 30(1): 191–192.
8. Argyropulo, A. I., 1929. Beiträge zur Kenntnis der Murinae Baird. I. Über die männlichen Genitalien einiger paläarktischen Murinae. II. Notiz über die Apodemus Kaup. // Z. Säugetierkde, 4, Heft 3, 9, 18, S. 144—156.
9. Argyropulo, A. I., 1930. Beiträge zur Kenntnis der Murinae Baird. III. Bemerkungen  über Mus musculus, Mus spicilegus und Mus wagneri. // Z. für Säugetierkde, V, 5/6.
10. Виноградов Б. С., Аргиропуло А. И. 1931. Материалы по фауне грызунов Средней Азии. Биологические наблюдения над тушканчиками (Dipodidae, Mammalia) // Ежегодник Зоол. музея АН СССР Т. 32, в. 2, с. 135-156.
11. Аргиропуло А. И. 1932. Заметки по систематике домашней мыши // Тр. ЗИН т. 1, в. 2.
12. Аргиропуло А. И. 1932. Материалы по фауне грызунов Средней Азии. II. Пищухи (Ochotona Link.) Средней Азии и Казахстана. // Тр. ЗИН, т. I.
13. Argyropulo A. 1932. Preliminary description of two new Palearctic voles. // J. Mammal, 13(3): 268
14. Аргиропуло А. И. 1933. Материалы по фауне грызунов Средней Азии. 3. Новый подвид пестрого хомяка (Cricetus cricetus Linn.) из Семиречья // Труды Зоологического института АН СССР. Т. 1, вып. 3-4. С. 235-237.
15. Аргиропуло А. И. 1933. Роды и виды хомяков (Cricetinae) Палеарктики (определительные таблицы) // Труды Зоологического института АН СССР. Т. 1, вып. 3-4. - С. 239-248.
16. Argyropulo A. 1933, Uber zwei neue palaearktische Wuhlmause. // Zeitschrift für Saugetierkunde, 8 B., S. 180-182.
17. Argyropulo A. 1933. Die Gattungen und Arten der Hamster (Cricetinae Murray 1866) der Paläarktik. Z. Säugetierk. 8. H. 3, 20, 12, S. 129-149.
18. Аргиропуло А. И. 1934. Заметки по систематике и распространению серых полевок группы «socialis» Pallas. // Тр. Зоол. сектора Грузинск. отд. Закавк. фил. АН СССР, I : 165—174.
19. Ioff I., Argyropulo A. 1934. Die Flohe Armeniens. // Zeitschrift für Parasitenkunde.  Bd. 7, Hf. 2. S. 138-166.
20. Wagner J., Argyropulo A. 1934. Aphanipterenfauna des Aserbeidschan (Oestlicher Teil Transkaukasiens) nebst Bemerkungen über die Gattung. Notopsillus Jordan // Zeitschrift für Parasitenkunde.  Bd. 7, Hf. 2. S. 217-231.
21. Аргиропуло А. И. 1935. Заметки о зверях Северо-восточной Монголии по сборам Монгольской экспедиции Академии Наук СССР 1928 года. // Тр. Азербайджан Микроб. Ин-та Т. 5, В. 1.
22. Аргиропуло А. И. 1935. Блохи (Aphaniptera) Закавказья. Определительные таблицы // Труды Азербайджанского института микробиологии и эпидемиологии. Баку, -Т.5. -Вып.1.-С. 119-216.
23. Аргиропуло А. И. 1935. Заметки по летней биологии общественной полевки в Закавказье. Тр. Азерб. микробиол. инст., V, 1 : 217—227.
24. Аргиропуло А. И. 1936. К вопросу о распространении водяной крысы (Arvicola terrestris Linn.) на Кавказе. // Тр. Азерб. тропич. инст., II, 1 : 287—289.
25. Аргиропуло А. И. 1936. Материалы по фауне грызунов Средней Азии. Крысы (Rattus, Nesokia) Средней Азии и прилежащих частей Казахстана. // Тр. ЗИН АН СССР, 4: 425-446.
26. Argyropulo A. I., 1936. Zwei neue Aphanipteren-Arten aus Transkaukasien. // Konowia (Wien) V. 15, S. 145-151.
27. Аргиропуло А. И. 1937. Материалы к познанию эктопаразитов Кавказа. III. О коллекции Aphaniptera из Кахского и Закатальского районов Азербайджана // Труды Азербайджанского филиала АН СССР. Сек. Зоол. Баку, Т. 20. С. 87-101.
28. Аргиропуло А. И. 1937. О новом виде Ctenophthalmus (Aphaniptera) из Зуван-да // Труды Азербайджанского филиала АН СССР. Сек. Зоол. Баку, Т. 20 С. 105-110.
29. Аргиропуло А. И. 1937. Каталог грызунов Кавказа. // Тр. Азерб. фил. АН СССР,  Т. XX. – С. 47-69.
30. Аргиропуло А. И., Яврумов В. А. 1937. Блохи западной части Мильской степи. Материалы к познанию эктопаразитов Кавказа. II. // Труды Азербайджанского филиала АН СССР. Сер. Зоология. Баку,  Т. 20, С. 79-86.
31. Аргиропуло А. И. 1938. К фауне третичных Cricetidae. Докл. АН СССР, Т. XX, № 2—3 С. 223—226.
32. Аргиропуло А. И. 1938. Новые и малоизвестные виды блох (Aphaniptera) Кавказа // Труды зоол. Сектора Грузинского филиала АН СССР. Тифлис, Т. 2. С. 185-194.
33. Виноградов Б. С., Аргиропуло А. И. 1938. Очерк зимней фауны юго-восточных  Кара-Кумов // Природа. М.-Л., 1938, г. 27, № 6, с. 60-72.
34. Аргиропуло А. И. 1939. Новые Cricetidae (Glires, Mammalia) из Олигоцена Средней Азии // Докл. АН СССР. Л.-М.: Т. 23 № 1, с. 111-114.
35. Аргиропуло А. И. 1939. К распространению и экологии некоторых млекопитающих Армении. Зоол. сб., I. // Тр. Биол. инст. Арм. фил. АН СССР, 3 : 27—66.
36. Аргиропуло А. И. 1939. К строению мужских гениталий песчанок (Gerbillinae). Зоол. сб., I. // Тр. Биол. инст. Арм. фил. АН СССР, 3 : стр. 67-76
37. Аргиропуло А. И. 1939. Остатки бобра (Amblycastor caucasicus sp. n.) из плиоцена Предкавказья. // Докл. АН СССР, XXV, 7 : 638—640.
38. Аргиропуло А. И. 1939. Новая форма гобийской пищухи из Казахстана. // Изв. Казах. фил. АН СССР,  № 1, с. 31-32
39. Аргиропуло А. И., 1939. Нахождение рода Schaubeumys Wood (Crecitinae, Mammalia) в олигоцене Средней Азии. Докл. АН СССР, т. 23, № 2, с. 206-208.
40. Аргиропуло А. И., Афанасьев А. В. 1939. О новой форме красной полевки из Казахстана. Изв. КазФАН СССР, серия зоолог., в. 1.
41. Аргиропуло А. И., Богачев А. В. 1939. Четвертичная фауна апшеронских отложений битума (кира). // Природа, 6 C. 76—78.
42. Аргиропуло А. И., Пидопличка И. Г., 1939. Нахождение представителя Murinae (Glires, Mammalia) в третичных отложениях СССР. // Докл. АН СССР. Л.-М.: Т. 23 № 2 с. 209-219.
43. Аргиропуло А. И., Пидопличка И. Г. 1939. Представители Ochotonidae (Duplicidentata, Mammalia) в плиоцене СССР. // ДАН СССР, Т. 24, № 7, С. 723-728.
44. Виноградов Б. С., Аргиропуло А.И. 1939. О новом замечательном грызуне нашей фауны (Selevinia paradoxa gen. et sp. nova) // Природа. № 1. С. 81-83.
45. Аргиропуло А. И. 1940. Sciuromorpha и Dipodidae (Glires, Mammalia) в третичных отложениях Казахстана // Докл. АН СССР., Т. 25 № 2, с. 172—176.
46. Аргиропуло А. И. 1940. О нахождении мышевидного хомячка. // Природа, 1 :91—93.
47. Аргиропуло А. И. 1940. Обзор находок третичных грызунов на территории СССР и смежных областей Азии. // Природа,  № 12. C. 74-82.
48. Аргиропуло А. И. 1941. О происхождении мышей. // Природа, № 2, с. 83—87.
49. Аргиропуло А. 1941. Четвертичная фауна грызунов и насекомоядных Бинагадов (Апшеронский полуостров) // Природа № 3 с.  88–91.

1. Аргиропуло А. И. 1946. Новые данные по систематике рода Lagurus. //  Вестн. АН Каз.ССР. № 7-8 (16-17) с. 44-46.
2. Аргиропуло А. И. 1946. К вопросу об индивидуальной и географической изменчивости у некоторых видов рода Apodemus // Труды Зоол. инст. АН СССР. -  - Т. 8. - С. 195-220.
3. Иофф И. Г., Тифлов В. Е., Аргиропуло А. И., Федина О. А., Дудолкина Л. А., Ширанович П. И. 1946. Новые виды блох (Aphaniptera) // Медицинская паразитология и паразитарные болезни.  - Т. 15, № 4. - С. 8594.
4. Аргиропуло А. И., 1948. Обзор рецентных видов семейства Lagomyidae Lilljeb., 1886 (Lagomorpha, Mammalia) // Тр. зоол. ин-та АН СССР. Т. 7. С. 124-128.
5. Аргиропуло А. И., Дубинин В. Б. 1948. Новые и малоизвестные Арhaniptera (Insecta) Средней Азии и Казахстана. // Труды Зоол. ин-та (Акад. наук СССР), т. VII, вып. 3, с. 162-170.
6. Аргиропуло А. И., Арнольди К. В., Бей-Биенко Г. Я. и др. 1948. Определитель насекомых Европейской части СССР; Под ред. С. П. Тарбинского, Н. Н. Плавильщикова. М. Л. : Сельхозгиз , 1948, 1127 с. (А. И. Аргиропуло написал главу о блохах).
7. Аргиропуло А. И., Новиков Г. А., Петров В. В., Розанов М. П., Строганов С. У., Флеров К. К. 1953.  Хищные. Отряд Carnivora. //Атлас охотничьих и промысловых птиц и зверей СССР. Т. 2. Звери. Ч. 3.  - М., 1953. С. 104-269.
8. Аргиропуло А. И., 1972. Основные черты строения и эволюции зубов у Хомякообразных (Cricetidae) // Териология, Т. 1. Изд-во Наука, Сибирское отд. Новосибирск, с. 89-103.
9. Аргиропуло А. И., 1972. Геологическая история и основные черты эволюции Cricetidae в третичном периоде (эоцен, олигоцен) // Териология, Т. 1. Изд-во Наука, Сибирское отд. Новосибирск, с. 103-111.
10. Аргиропуло А. И., 1972. [Эволюция Cricetidae] // Териология, Т. 1. Изд-во Наука, Сибирское отд. Новосибирск, с. 112-116.

### Судьба не опубликованного наследия
После гибели Аргиропуло не менее 10 его ранее не опубликованных рукописей увидели свет. В том числе и принципиально важные публикации по систематике пеструшек и пищух.

## Отзывы коллег
Лидер московских териологов С. И. Огнёв, говоря об истории изучения млекопитающих в России, в своей последней книге «Очерки экологии млекопитающих» писал о своём ленинградском коллеге:
Ближайшим сотрудником Виноградова был очень способный, к сожалению, рано умерший (в 1942 г.), молодой зоолог А.И. Аргиропуло. <...> Его смерть невозвратимая потеря для науки.
Так характеризовал Аргиропуло младший по возрасту коллега, известный зоолог Н. Н. Воронцов:
За 12—14 лет А. И. Аргиропуло сделал больше, чем удаётся многим учёным за куда более длинный период творческой деятельности. Он был не только старшим по возрасту и ближайшим по положению учеником и сотрудником Б. С. Виноградова, но и, безусловно, талантливейшим.

## Память
Об Анатолии Аргиропуле тепло вспоминают в своих работах Б. С. Виноградов (новые издания определителей грызунов), Н. И. Калабухов («Жизнь зоолога»). Доклад Елены Тихоновой о работах Аргиропуло прозвучал на международной конференции «Миллеровские чтения, 2013» (по случаю 285-летия Архива РАН), сообщение Игоря Загороднюка было сделано на XX Териологической школе в 2013 году.

### Таксоны, описанные в честь А. И. Аргиропуло
- Argyrotoma Rekovetz, 1988 (подрод рода Ochotona, включающий O. thibetana и O. thomasi)
- Apodemus flavicollis argyropuloi Heptner, 1948
- Apodemus (Sylvimus) argyropuloi Topachevsky, 1973 Nom. praeocc. Non Heptner, 1948, (вымерший вид, ранний плейстоцена юга Украины, голотип — Крым, Тарханкут)
- Eolagurus argyropuloi I. Gromov et Parfenova, 1951. (вымерший вид, конец древнего плейстоцена юг Русской равнины и западной Сибири, голотип — северо-восточное Приазовье).
- Citellus major argyropuloi Bazhanov, 1947 (подвид большого суслика из Гурьевской области Казахстана, голотип из песков Бийрюк)

## Комментарии
1. ↑  В источнике опечатка: Б. М. Артоболевский: (Тихонова Е. П. Предварительное описание личных фондов А. И. Аргиропуло и Б. С. Виноградова, хранящихся в Научном Архиве Зоологического института РАН // Миллеровские чтения: к 285-летию Архива РАН: Научная конференция с международным участием. — Санкт-Петербург, 23-25 апреля 2013 г. С. 397—402).
2. ↑  Дата смерти определена на основании записи «Исключить из списков сотрудников ЗИН Аргиропуло А. И. с 1 марта 1942 г. за смертью» Цит. по: Тихонова Е. П. Предварительное описание личных фондов А. И. Аргиропуло и Б. С. Виноградова, хранящихся в Научном Архиве Зоологического института РАН // Миллеровские чтения: к 285-летию Архива РАН: Научная конференция с международным участием. — Санкт-Петербург, 23-25 апреля 2013 г. С. 397—402.
3. ↑  Если быть абсолютно точным старшие по возрасту ученики Виноградова были арестованы: Г. П. Адлерберг — расстрелян, С. И. Оболенский — репрессирован, освободился после войны, но карьера его была сломана. Из оставшихся на воле Аргиропуло был действительно страшим.